# Козараць (Чеминаць)
45°43′ пн. ш. 18°40′ сх. д. / 45.71° пн. ш. 18.67° сх. д.
Козараць (хорв. Kozarac) — населений пункт у Хорватії, в Осієцько-Баранській жупанії у складі громади Чеминаць.

## Населення
Населення за даними перепису 2011 року становило 730 осіб.
Динаміка чисельності населення поселення:

## Клімат
Середня річна температура становить 11,00 °C, середня максимальна — 25,32 °C, а середня мінімальна — -5,96 °C. Середня річна кількість опадів — 628 мм.
| Клімат поселення                              | Клімат поселення | Клімат поселення | Клімат поселення | Клімат поселення | Клімат поселення | Клімат поселення | Клімат поселення | Клімат поселення | Клімат поселення | Клімат поселення | Клімат поселення | Клімат поселення | Клімат поселення |
| Показник                                      | Січ.             | Лют.             | Бер.             | Квіт.            | Трав.            | Черв.            | Лип.             | Серп.            | Вер.             | Жовт.            | Лист.            | Груд.            |                  |
| Середній максимум, °C                         | 5,74             | 7,69             | 12,36            | 17,04            | 22,31            | 25,32            | 25,20            | 24,87            | 20,67            | 15,24            | 9,15             | 5,27             |                  |
| Середня температура, °C                       | −0,1             | 1,85             | 6,50             | 11,20            | 16,46            | 19,46            | 21,21            | 20,90            | 16,71            | 11,30            | 5,20             | 1,30             |                  |
| Середній мінімум, °C                          | −5,96            | −4               | 0,66             | 5,34             | 10,62            | 13,60            | 17,28            | 16,97            | 12,78            | 7,31             | 1,24             | −2,65            |                  |
| Норма опадів, мм                              | 39               | 34               | 38               | 50               | 59               | 78               | 63               | 59               | 50               | 52               | 58               | 48               |                  |
| Середньомісячна швидкість вітру, м/с          | 2.50             | 2.70             | 3.00             | 2.90             | 2.59             | 2.31             | 2.30             | 2.10             | 2.10             | 2.30             | 2.40             | 2.50             |                  |
| Середньомісячна сонячна радіація, кДж/м²·день | 4182             | 6963             | 10875            | 15490            | 19381            | 21692            | 22195            | 20239            | 14902            | 9407             | 4743             | 3491             |                  |
| --------------------------------------------- | ---------------- | ---------------- | ---------------- | ---------------- | ---------------- | ---------------- | ---------------- | ---------------- | ---------------- | ---------------- | ---------------- | ---------------- | ---------------- |
| Джерело:                                      |                  |                  |                  |                  |                  |                  |                  |                  |                  |                  |                  |                  |                  |